# Joey Dunlop

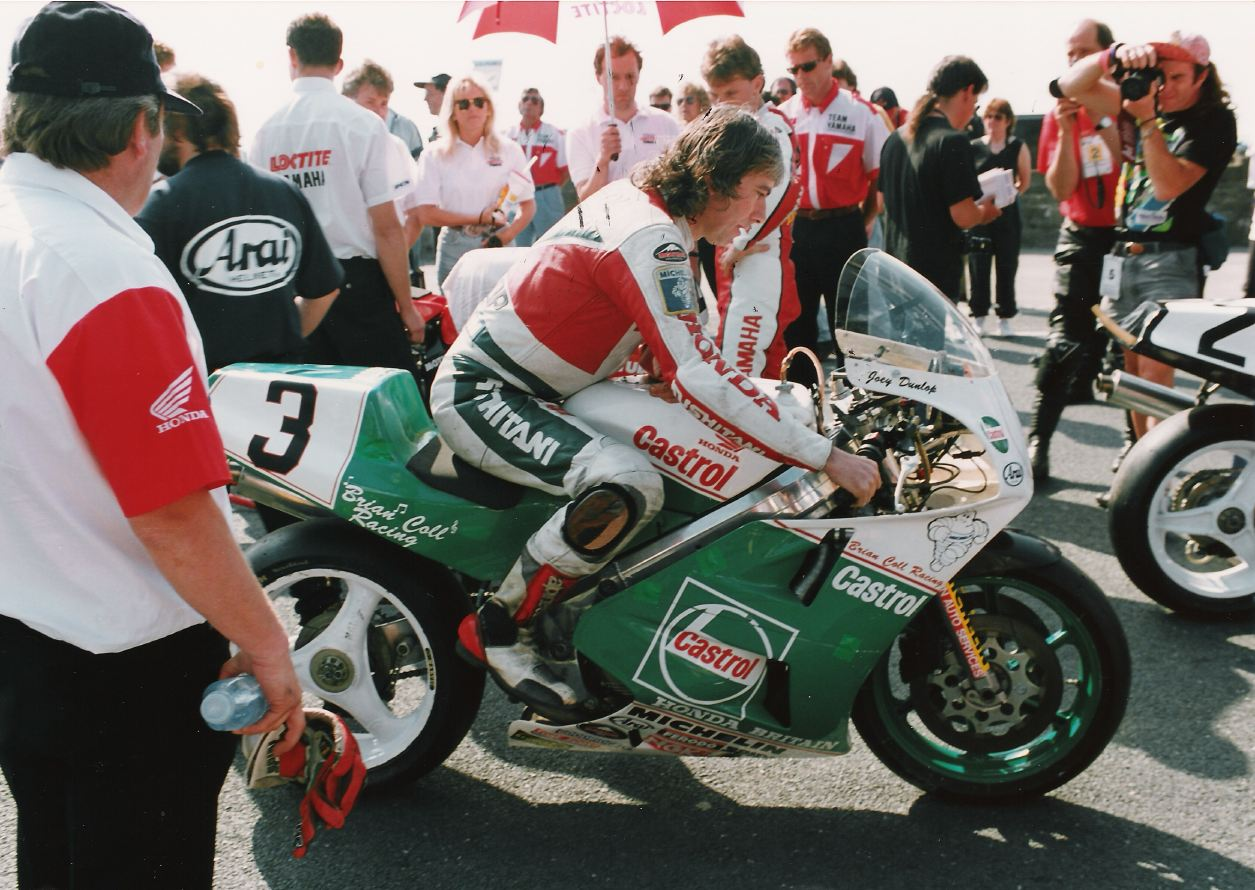
Vor dem Start zur Senior TT 1992

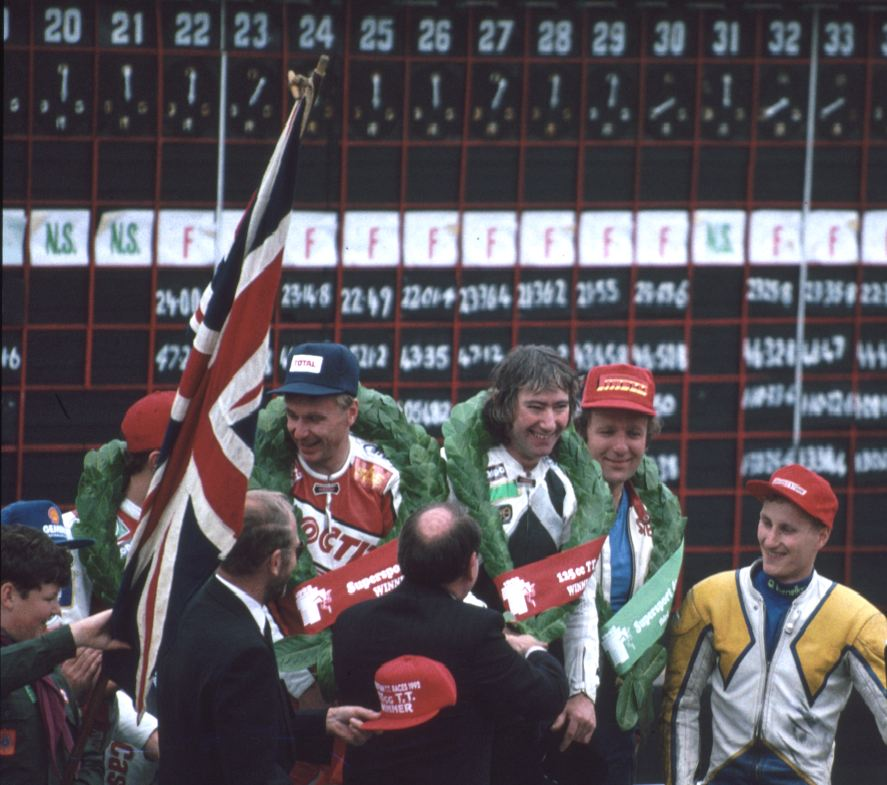
Siegerehrung 1992 – der 14. Sieg

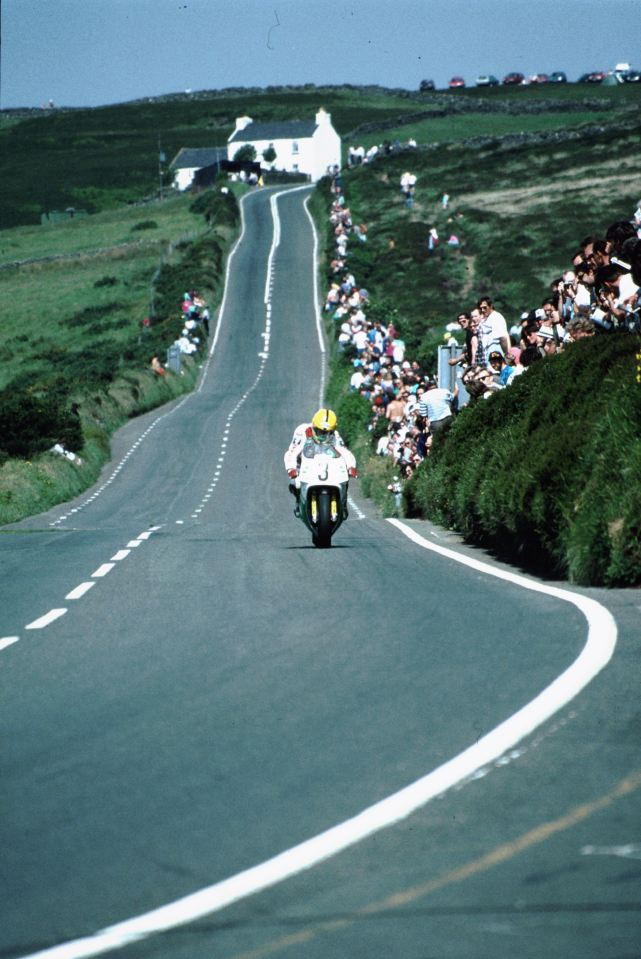
Joey bei Creg-ny-Baa (im Hintergrund:Kate's Cottage)

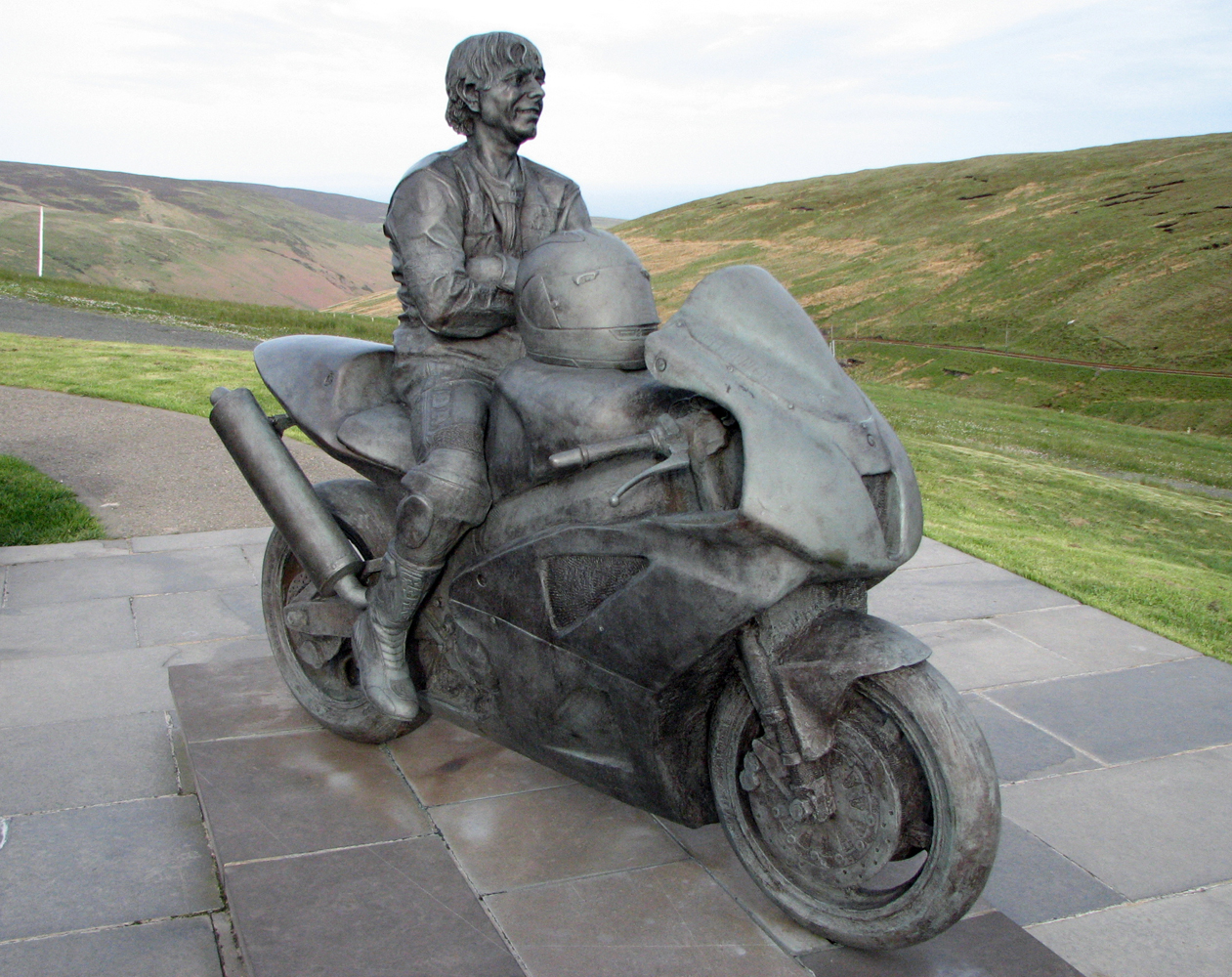
Statue auf der Isle of Man

William Joseph „Joey“ Dunlop OBE (* 25. Februar 1952 in Ballymoney, Nordirland; † 2. Juli 2000 in Tallinn, Estland) war ein britischer Motorradrennfahrer.
Dunlop gilt als einer der erfolgreichsten Straßenrennfahrer der Geschichte und war bereits zu Lebzeiten eine Legende und als King of the Mountain bekannt. Unter anderem konnte er in seiner Laufbahn 26 Mal die Isle of Man TT, das schwierigste Motorradrennen der Welt, gewinnen.
Sein jüngerer Bruder Robert und seine Neffen William und Michael waren bzw. sind ebenfalls Motorradrennfahrer.

## Leben

### Der Einstieg
Sein erstes Rennen bestritt Joey Dunlop im Jahr 1969, 1976 nahm er zum ersten Mal an der Tourist Trophy auf der Isle of Man teil. Ohne Kenntnisse des anspruchsvollen, über 60 km langen Snaefell Mountain Course erreichte er in allen Rennen das Ziel und – für einen Anfänger – den respektablen 16. Rang. Schon im nächsten Jahr gewann er die Jubilee Classic und 1980 zum ersten Mal die 1000-cm³-Klasse auf Yamaha.

### Die Honda-Ära
Im Jahr 1983 schloss Dunlop mit Honda einen langfristigen Vertrag ab („Bikes for life“) und wurde zwischen 1983 und 1988 fünf Mal TT-F1-Weltmeister. Auf der Isle of Man erreichte er 1985, 1988 und 2000 jeweils drei Siege im gleichen Jahr. Er war einer der Wenigen, die sich innerhalb von Minuten ohne Mühe von einer 1000-cm³-Maschine auf ein 125-cm³-Motorrad umstellen konnten und errang in seiner Karriere über 200 Siege.
Seinen wohl größten Sieg erreichte der Nordire im Jahr 2000, dem 32. Jahr seiner Rennkarriere: Er gewann 48-jährig die TT-F1, die damalige Königsklasse bei der Isle of Man TT, auf einer für ihn komplett neuen, schwer beherrschbaren Honda VTR 1000 SP1.
Für seine sportlichen Erfolge erhielt er 1986 den Order of the British Empire (OBE).

### Tödlicher Unfall
Joey Dunlop verunglückte am 2. Juli 2000 bei einem von ihm selbst unterstützten internationalen Rennen auf dem Pirita-Kose-Kloostrimetsa in Tallinn, das zu keiner Meisterschaft zählte. Bei einsetzendem Regen stürzte er mit seiner 125 cm³-Maschine und prallte gegen einen Baum. Er hinterließ neben seiner Frau Linda fünf Kinder.
Er wurde auf dem Friedhof der Garryduff Presbyterian Church bei Ballymoney beigesetzt. Neben ihm liegt sein Bruder Robert Dunlop begraben, der am 15. Mai 2008 bei einem Trainingsunfall starb.
Im Jahre 2002 wurden ein Streckenabschnitt auf der Isle of Man nach ihm benannt sowie ein Denkmal errichtet.

## Persönlichkeit
Weniger bekannt waren Dunlops karitative Tätigkeiten für Waisenkinder. Mehrmals sammelte er in seiner Gegend alte Kleider, lud damit seinen Renntransporter und fuhr nach Rumänien, Bosnien oder Albanien. Für seine gemeinnützigen Tätigkeiten wurde er 1996 mit dem OBE ausgezeichnet.
Joey Dunlop war ein aktives Mitglied im Bund der Freimaurer. Ihm zu Ehren wurde am 9. Juni 2007 die Freimaurerloge Joey Dunlop Lodge of Mark Master Masons No 1881 gegründet.

“I never really wanted to be a superstar. I just want to be myself. I hope that’s how people remember me.”

„Ich wollte niemals wirklich ein Superstar sein. Ich will nur ich selbst sein. Ich hoffe, dass die Leute sich so an mich erinnern.“

## Statistik
Titel
- 1982 – TT-F1-Weltmeister auf Honda
- 1983 – TT-F1-Weltmeister auf Honda
- 1984 – TT-F1-Weltmeister auf Honda
- 1985 – TT-F1-Weltmeister auf Honda
- 1986 – TT-F1-Weltmeister auf Honda

Isle of Man TT
Mit seinen insgesamt 26 Siegen auf der Isle of Man steht Joey Dunlop an zweiter Stelle auf der Liste der erfolgreichsten Fahrer hinter seinem Neffen Michael Dunlop, der bisher 29 mal siegreich war.
In 25 Jahren blieb er nur acht Mal ohne Sieg auf der Insel, bei total 98 Starts gewann er 80 Preise. Er fuhr über 250 Runden mit einer Durchschnittsgeschwindigkeit von mehr als 180 km/h, seine schnellste Runde fuhr er im Jahr 2000 mit 199,34 km/h.
- 1977 – Jubilee TT
- 1980 – Classic TT (1000 cm³)
- 1983 – TT-F1
- 1984 – TT-F1
- 1985 – TT-TF1, Senior TT (750 cm³) und Junior TT (250 cm³)
- 1986 – TT-F1
- 1987 – TT-F1 und Senior TT (750 cm³)
- 1988 – TT-F1, Senior TT (750 cm³) und Junior TT (250 cm³)
- 1992 – Ultra Lightweight TT (125 cm³)
- 1993 – Ultra Lightweight TT (125 cm³)
- 1994 – Junior TT (250 cm³) und Lightweight TT (125 cm³)
- 1995 – Senior TT (750 cm³) und Lightweight TT (250 cm³)
- 1996 – Lightweight TT (250 cm³) und Ultra Lightweight TT (125 cm³)
- 1997 – Lightweight TT (250 cm³)
- 1998 – Lightweight TT (250 cm³)
- 2000 – TT-F1, Lightweight (250 cm³) und Ultra Lightweight (125 cm³)

Ulster Grand Prix
beim Ulster Grand Prix gewann Joey Dunlop insgesamt 24 mal.
- 1979 – 500 cm³, 1000 cm³
- 1980 – 250 cm³, Classic Race
- 1983 – TT-F1
- 1984 – 250 cm³, 500 cm³, TT-F1
- 1985 – 250 cm³, 500 cm³, TT-F1
- 1986 – Classic Race
- 1988 – 250 cm³ (Rennen 2)
- 1990 – TT-F1
- 1991 – 750 cm³ (Rennen 1 und 2)
- 1992 – 125 cm³
- 1994 – 125 cm³, Superbike (Rennen 1)
- 1995 – 250 / 400 cm³ (Rennen 1 und 2), Superbike (Rennen 1)
- 1997 – Junior 250 cm³
- 1999 – Superbike (Rennen 2)

North-West-200-Siege
beim North West 200 errang Joey Dunlop 13 Siege
| Jahr | Klasse                | Maschine | Durchschnittsgeschwindigkeit |
| ---- | --------------------- | -------- | ---------------------------- |
| 1979 | 1000 cm³              | Yamaha   | 120,34 mph (193,67 km/h)     |
| 1979 | Match Race            | Yamaha   | 120,01 mph (193,14 km/h)     |
| 1981 | 1300 cm³              | Honda    | 119,83 mph (192,85 km/h)     |
| 1983 | 500 cm³               | Honda    | 106,05 mph (170,67 km/h)     |
| 1983 | Superbike Rennen 1    | Honda    | 105,64 mph (170,01 km/h)     |
| 1984 | MCN Masters Superbike | Honda    | 107,02 mph (172,23 km/h)     |
| 1985 | 250 cm³ Rennen 1      | Honda    | 110,95 mph (178,56 km/h)     |
| 1985 | 350 cm³               | Honda    | 106,05 mph (170,67 km/h)     |
| 1985 | Superbike Rennen 2    | Honda    | 118,59 mph (190,85 km/h)     |
| 1986 | Superbike Rennen 2    | Honda    | 108,05 mph (173,89 km/h)     |
| 1987 | Production 750 cm³    | Honda    | 108,77 mph (175,05 km/h)     |
| 1987 | Superbike Rennen 1    | Honda    | 113,29 mph (182,32 km/h)     |
| 1987 | Superbike Rennen 2    | Honda    | 118,61 mph (190,88 km/h)     |
| 1988 | Production 750 cm³    | Honda    | 109,09 mph (175,56 km/h)     |

Filmografie
- 2014: Road TT – Sucht nach Geschwindigkeit (Road), (Dokumentarfilm)